# Villa rustica (Waging am See)
Die Villa rustica auf der Gemarkung von Waging am See, einer Gemeinde im oberbayerischen Landkreis Traunstein, wurde 1956 im Rahmen von Straßenbauarbeiten untersucht. Die Villa rustica der römischen Kaiserzeit liegt 670 Meter nordöstlich der Kirche St. Martin und ist ein geschütztes Bodendenkmal mit der Nummer D-1-8042-0056.
Es wurden neben der Umfassungsmauer der Villa ein römisches Badegebäude mit Hypokaustanlage und eine Kaltwasserwanne ergraben.